# باد میسترال

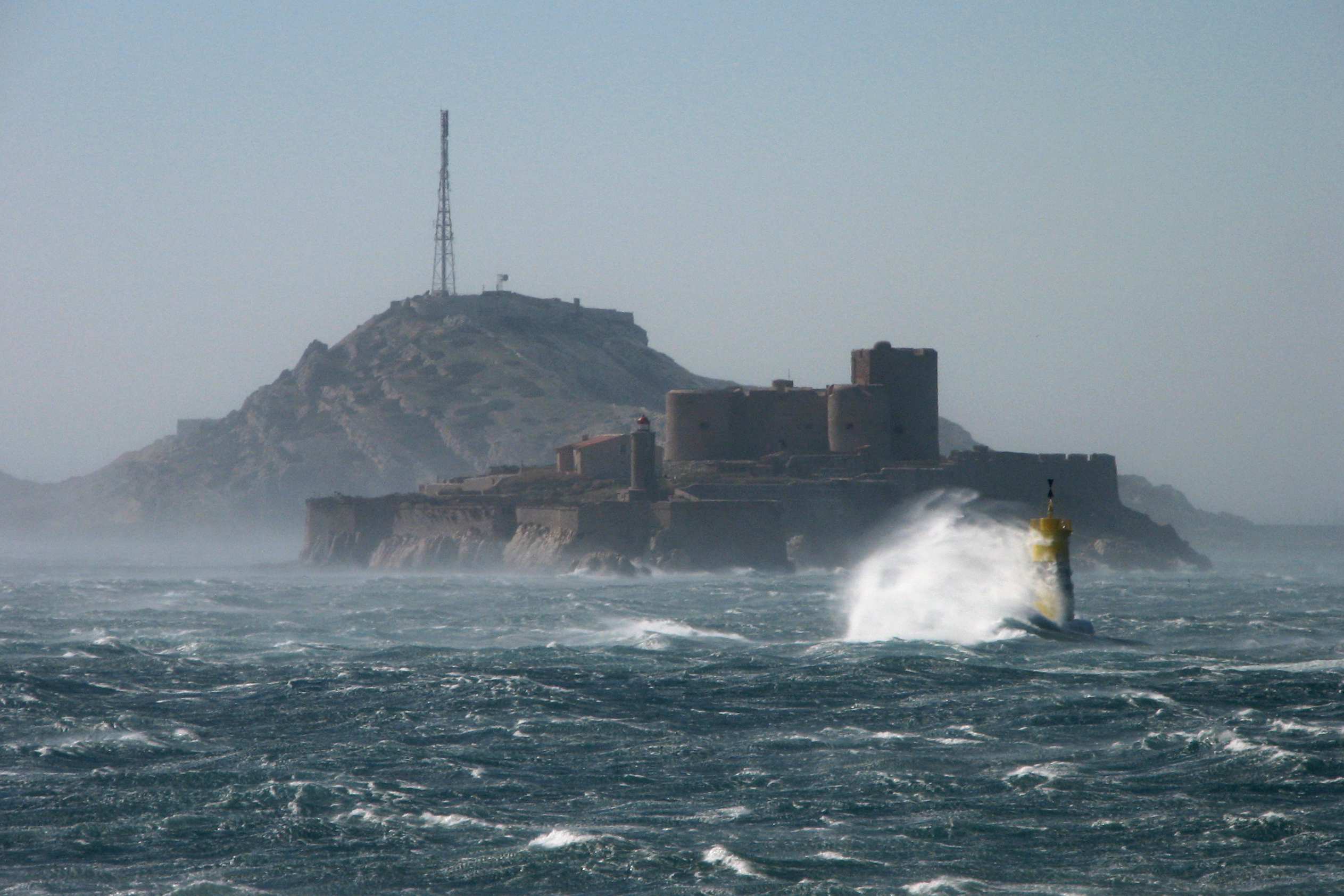
باد میسترال در سواحل فرانسه

باد میسترال (کاتالونیایی: mestral) یک باد قوی، سرد و شمال غربی است که از طریق دره رون در جنوب فرانسه می‌وزد. این طوفان به خاطر نیروی قدرتمند و گاهی مخرب خود که به سرعت ۹۰ کیلومتر در ساعت (۵۶ مایل در ساعت) یا بیشتر می‌رسد، شناخته شده است. میسترال معمولاً در ماه‌های زمستان و بهار رخ می‌دهد و دمای سرد و آسمان صاف را برای منطقه به ارمغان می‌آورد. همچنین می‌تواند تأثیر قابل توجهی بر کشاورزی و حمل و نقل در منطقه داشته باشد.